# Lista de clubes de futebol mais antigos

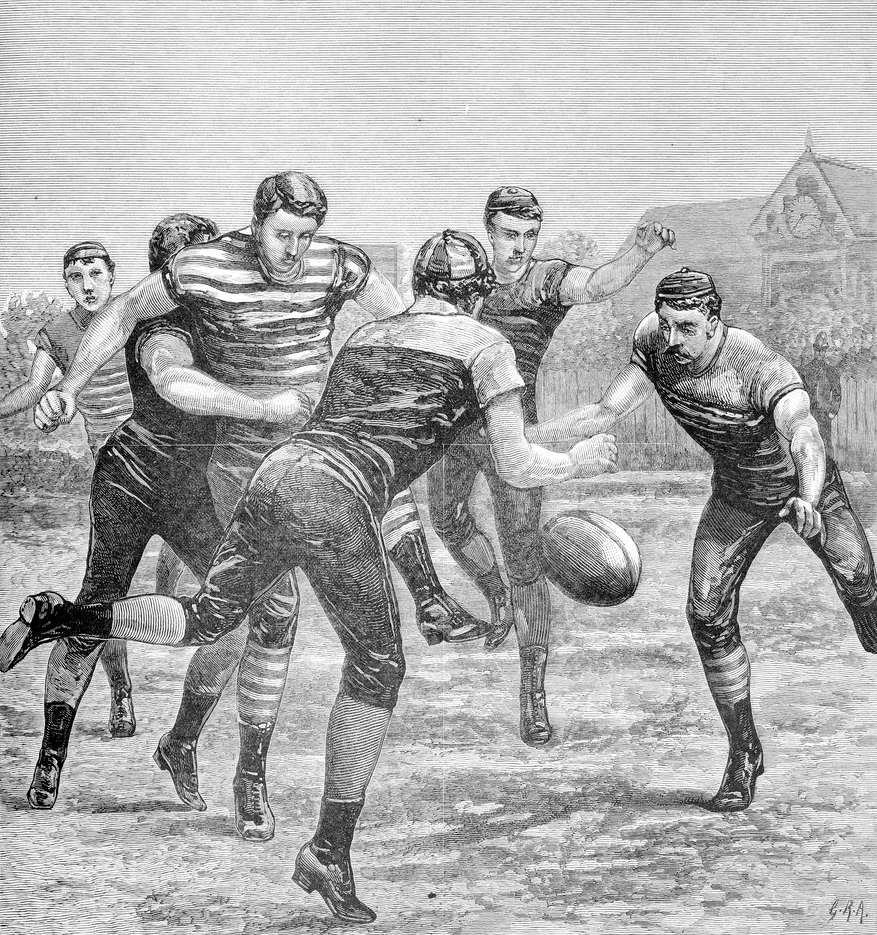
Uma partida de futebol australiano de 1881 entre Melbourne e Geelong. Ambos os clubes foram fundados em 1859 e atualmente competem na Liga Australiana de Futebol (AFL), tornando-os os clubes de futebol mais antigos do mundo, atualmente profissionais.

Esta é a lista de clubes de futebol mais antigos do mundo. Eles tiveram suas origens até meados do século XIX, um período em que o futebol evoluiu de um passatempo casual para um esporte organizado e popular.
A identidade dos clubes de futebol mais antigos do mundo, ou mesmo de um país em particular, é frequentemente contestada ou reivindicada por vários clubes, através de vários códigos de futebol. Clubes de rugby também se referiam a si mesmos, ou continuam a se referir a si mesmos, simplesmente como um "clube de futebol" ou como um "clube de futebol de rugby". O termo "clube" sempre significou uma entidade independente e, durante o período histórico em questão, pouquíssimas equipes de ensino médio ou universidade eram independentes das instituições de ensino em questão. Consequentemente, as equipes de futebol das escolas e universidades raramente eram chamadas de "clubes". Esse sempre foi o caso, por exemplo, no futebol americano, que sempre teve laços com o esporte universitário em geral. Inversamente, no entanto, o "clube de futebol" mais antigo ainda existente e com uma história contínua e bem documentada é o Dublin University Football Club, um clube de rugby fundado em 1854 no Trinity College, Dublin, Irlanda, embora exista algum registro do Guy's Hospital Football Club fundado em 1843.

## Ilhas Britânicas

### Clubes extintos
Enquanto os primeiros clubes surgiram na Grã-Bretanha, possivelmente no início do século XV, eles são mal documentados e extintos. Por exemplo, os registros da Brewers 'Company of London entre 1421 e 1423 mencionam a contratação fora de seu salão "pelos" jogadores de futebol "por" 20 pence ", sob o título" Comércios e fraternidades ". A lista de jogadores de futebol como uma "fraternidade" ou um grupo de jogadores que se encontram socialmente sob essa identidade é a primeira alusão ao que pode ser considerado um clube de futebol. Outros órgãos início desportivas dedicadas a jogar futebol incluem " The Gymnastic Society " de Londres, que reuniu-se regularmente durante a segunda metade do século XVIII para perseguir dois esportes: futebol e luta livre O clube jogou suas partidas - por exemplo, entre com sede em Londres nativos de Cumberland e Westmorland - no Kennington Common de bem antes de 1789 até cerca de 1800.
O Foot-Ball Club (ativo de 1824 a 1841) de Edimburgo, na Escócia, é o primeiro clube documentado dedicado ao futebol e o primeiro a se descrever como um clube de futebol. As únicas regras do clube sobrevivente proibiam tropeçar, mas permitiam empurrar e segurar e pegar a bola. Outros documentos descrevem um jogo envolvendo 39 jogadores e "chutes nas canelas e quedas".
Outros clubes antigos incluem o Great Leicestershire Cricket and Football Club, presente em 1840.
No dia de Natal de 1841, ocorreu uma partida documentada entre dois auto-descritos "clubes de futebol" . The Body-guard Club (de Rochdale) perdeu para o Clube do Medo depois de usar um jogador inelegível como substituto. As regras completas usadas neste jogo são desconhecidas, mas eles especificaram doze jogadores de cada lado,  com cada equipe fornecendo seu próprio árbitro e o jogo sendo iniciado com o disparo de uma pistola.
Um clube para jogar "críquete, quoits e futebol" foi estabelecido em Newcastle on Tyne em ou antes de 1848. O Surrey Football Club foi fundado em 1849 e publicou a primeira lista de regras de futebol não escolar (que provavelmente foram baseadas na Sociedade de Ginástica do século XVIII citada acima ). O Windsor Home Park FC já existia em 1854, e passaria a competir nas primeiras edições da FA Cup .

### Clubes contínuos
O Cambridge University Association Football Club foi descrito pela universidade como o clube mais antigo atualmente jogando futebol de associação . Por exemplo,   : "Os salopianos formaram um clube próprio no final da década de 1830 / início da década de 1840, mas que foi presumivelmente absorvido pelo Cambridge University Football Club que eles foram tão influentes na criação em 1846". De acordo com Charles Astor Bristed, no início dos anos 1840 em Cambridge, havia jogos disputados entre clubes de faculdades e casas. O futebol está documentado como sendo jogado no campo original do clube, Parkers Piece, já em 1838. A evidência mais antiga existente do Cambridge University Football Club vem de " As Leis do University Football Club ", datada de 1856, e realizada na Shrewsbury School.
Alega-se que o atual Barnes Rugby Football Club, de Barnes em Londres, é uma continuação do Barnes Football Club do século XIX e, além disso, que o último clube foi formado em 1839 e é, portanto, o clube mais antigo a ter jogado futebol para toda a sua história. No entanto, a partir de 2018, o site da Barnes RFC afirma apenas que o clube foi fundado na década de 1920, enquanto aludia a "possibilidades" que sua história remonta a 1862. Portanto, é argumentado, e apoiado pelo Guinness Book of Records, que o Guy's Hospital Football Club, fundado por funcionários do Guy's Hospital em Londres em 1843, é o clube mais antigo. Embora ainda exista um clube de rugby no Guy's Hospital, a conexão entre o atual clube e o formado em 1843 ainda é disputada.
O clube de futebol mais antigo com a história contínua mais bem documentada é o Dublin University Football Club, fundada em 1854 no Trinity College, Dublin, Irlanda. O clube joga rugby union .

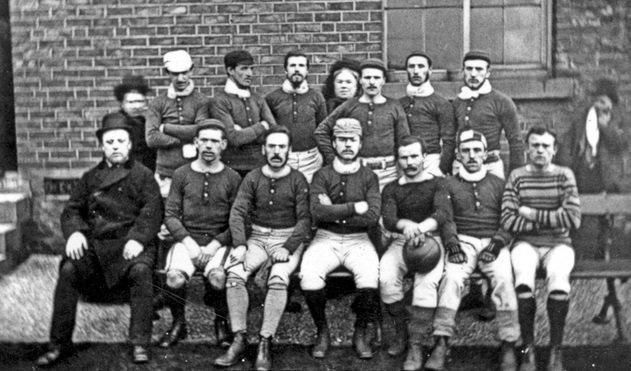
Tendo sido fundado em 1857, o Sheffield FC (retratado aqui em 1876) é o mais antigo clube de futebol de associação ainda existente

O Sheffield FC, em Sheffield, Inglaterra, é o mais antigo clube de futebol independente sobrevivente do mundo - ou seja, o clube mais antigo não associado a uma instituição, como escola, hospital ou universidade. Foi fundada em 1857. O Sheffield FC jogou inicialmente as regras de Sheffield, um código próprio, embora as regras do clube tenham influenciado as regras da Associação de Futebol da Inglaterra (FA (1863), incluindo handebol, cobranças de falta, cantos e lançamentos. Enquanto o órgão internacional de futebol da associação, a FIFA e a FA reconhecem o Sheffield FC como o "clube de futebol mais antigo do mundo" e o clube ingressou na FA em 1863, continuou a usar as regras de Sheffield. O Sheffield FC não adotou oficialmente o futebol de associação até 1877.
O único sobrevivente entre os clubes fundadores da FA ainda jogando futebol de associação é o Civil Service FC Seis dos 18 membros fundadores adotaram o rugby posteriormente. O Cray Wanderers FC de St Mary Cray, Londres, fundado em 1860, é o clube mais antigo que atualmente joga futebol de associação na Grande Londres. O código jogado por Cray Wanderers em seus primeiros anos é desconhecido.
O Liverpool Football Club (que não deve ser confundido com o Liverpool FC da Premier League), mais tarde conhecido como Liverpool St Helens FC, foi formado em 1857, que afirma ser o mais antigo clube aberto de rugby do mundo. O clube adotou as regras da Rugby Union em 1872, nunca jogando regras de associação.

## Austrália

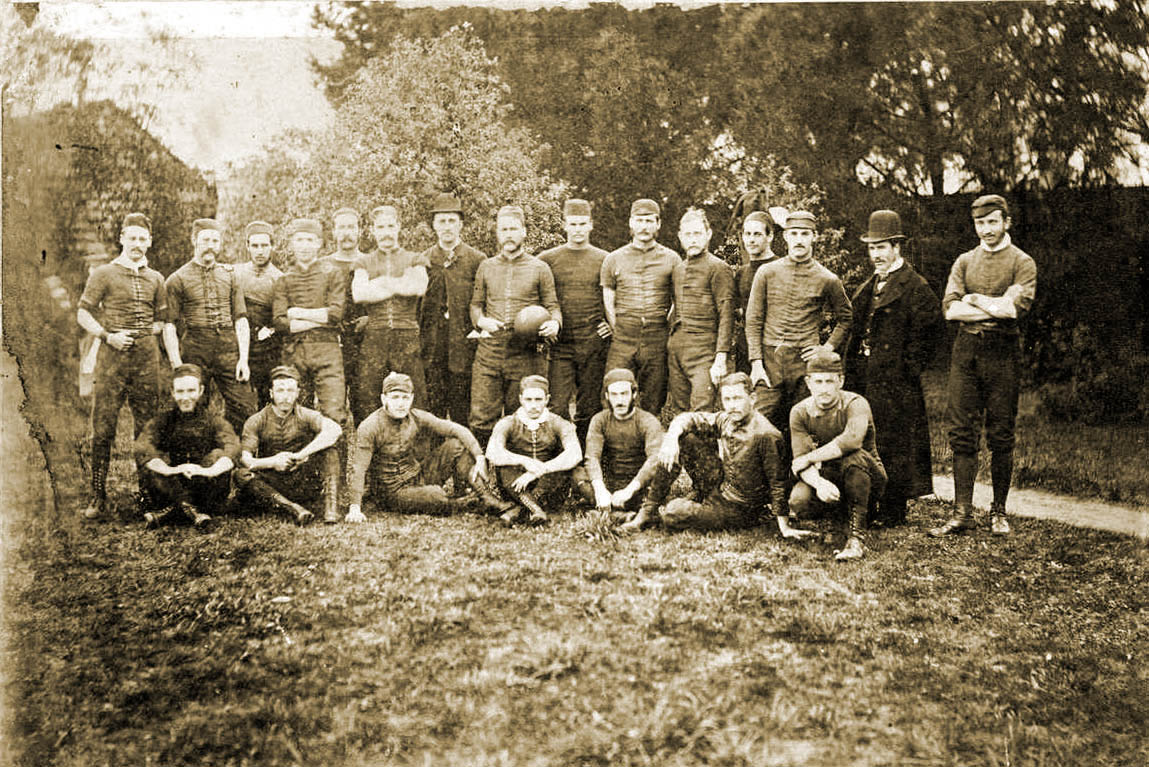
O clube de futebol australiano de Melbourne de 1879. O clube (fundado em 1859) é o mais antigo de seu país e compete na AFL desde a sua criação em 1897

Em 1858, em Melbourne, Victoria, os membros do Melbourne Cricket Club formaram um time de futebol pouco organizado e jogaram contra outros entusiastas do futebol local durante o inverno e a primavera daquele ano. O Melbourne Football Club foi oficialmente fundado no ano seguinte, em 17 de maio, e três dias depois, quatro membros codificaram as primeiras leis do futebol australiano . O Geelong Football Club foi formado logo depois e, na década seguinte, muitos outros clubes de futebol australianos foram formados em Victoria. Melbourne e Geelong foram membros fundadores da Liga Australiana de Futebol (AFL), tornando-os os clubes de futebol mais antigos do mundo que agora são profissionais.

## América do Sul
O Lima Cricket and Football Club afirma ser o mais antigo clube praticante de futebol no Peru e nas Américas, tendo sido fundado em 1859 pela comunidade britânica da cidade. 
Fundado em 1875, o Club Mercedes é considerado o mais antigo clube de futebol de associação ainda existente na Argentina. Isso coloca a Mercedes acima de Gimnasia e Esgrima de La Plata e Quilmes, ambos fundados em 1887.
O Buenos Aires Cricket & Rugby Club afirma ser o clube mais antigo ainda existente na Argentina. Segundo o site do clube, o clube foi fundado antes de 8 de dezembro de 1864 como uma instituição de críquete . A data da fundação foi reconhecida pela União de Rugby de Buenos Aires. No entanto, acredita-se que o clube foi fundado em 1831, com evidências documentais existentes sobre uma partida de críquete disputada por Buenos Aires no mesmo ano. No entanto, a prática de qualquer código de "futebol" não começou até 1951, quando o BACC se fundiu com o Buenos Aires FC e a união do rugby foi adicionada.

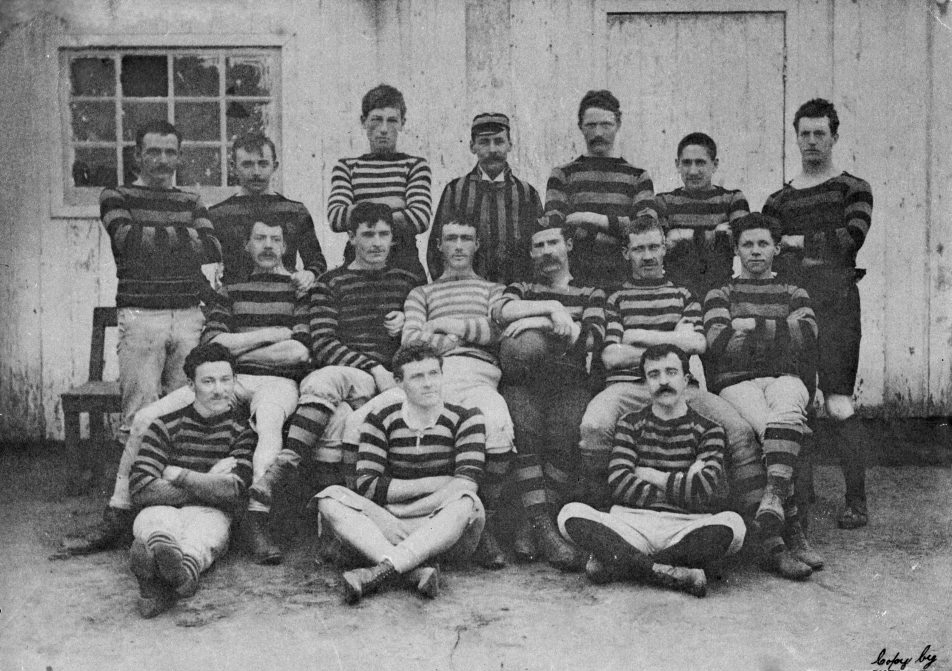
Esquadrão da união do rugby da Argentina Rosario AC em 1884. Esta é a foto mais antiga de uma equipe de rugby do país

O Club Atlético del Rosario foi oficialmente criado em 1867 como uma instituição de críquete. O clube logo acrescentou o futebol de associação, sendo o primeiro clube de Rosario jogando na Primera División, a principal divisão da Argentina. No rugby, o Rosario AC jogou a primeira partida interclubes do país em 28 de junho de 1886, quando o time enfrentou o Buenos Aires Football Club .
No Uruguai, o Montevideo Cricket Club, fundado em 1861, foi classificado como o mais antigo clube da união de rugby fora da Europa pelo World Rugby Museum de Twickenham, embora a primeira partida de rugby disputada por MVCC tenha sido em 1875 .
O Santiago Wanderers foi fundado em 15 de agosto de 1892 pela comunidade irlandesa e foi o primeiro clube de futebol do Chile.
Oruro Royal foi fundado em 26 de maio de 1896 pelos trabalhadores ingleses contratados pelo governo boliviano para construir as ferrovias nacionais, tornando-se o primeiro time de futebol boliviano.
No Brasil, o São Paulo Railway Company e o São Paulo Gaz Company são os clubes mais antigos, ambos fundados em 1895. O São Paulo Athletic Club foi fundado em 13 de maio de 1888 por imigrantes ingleses, porém só começou a praticar futebol em 1902. Embora o futebol não seja mais praticado, o SPAC ainda organiza a união do rugby.

### Primeiros clubes de futebol a serem fundados no Brasil
| Fundação | UF                  | Clube                            | Status                      | Nota |
| -------- | ------------------- | -------------------------------- | --------------------------- | --- |
| 1872     | Rio de Janeiro      | Paissandu                        | Clube Social                | A primeira partida oficial no futebol foi em 1901, mas há relatos da prática do futebol desde 1896.                                                                                                 |
| 1888     | São Paulo           | São Paulo Athletic               | Disputa apenas Rugby Union  | Apesar de ser fundado em 1888, só começou a disputar futebol em 1898, sendo o pioneiro da atividade no país.                                                                                        |
| 1894     | Rio de Janeiro      | Botafogo                         | Em atividade                | Apesar de fundado em 1894 como Club de Regatas Botafogo, só começou a disputar futebol pelo Botafogo Football Club em 1904. Em 1942, fundiram-se para formar o atual Botafogo de Futebol e Regatas. |
| 1895     | São Paulo           | São Paulo Railway                | Extinto                     | Disputou a primeira partida de futebol no Brasil em 1895. |
| 1895     | São Paulo           | São Paulo Gaz Company            | Extinto                     | Disputou a primeira partida de futebol no Brasil em 1895. |
| 1895     | Rio de Janeiro      | Flamengo                         | Em atividade                | Apesar de ser fundado em 1895, só começou a disputar futebol em 1912, após dissidência de jogadores do Fluminense.                                                                                  |
| 1895     | Rio de Janeiro      | Icaraí                           | Disputa apenas remo         | Apesar de ser fundado em 1895, só começou a disputar futebol em 1914. |
| 1895     | Rio de Janeiro      | Gragoatá                         | Disputa apenas remo         | Apesar de ser fundado em 1895, só começou a disputar futebol em 1925. |
| 1895     | Rio de Janeiro      | High Life Club                   | Extinto                     | Clube social que disputou partidas amistosas em 1907. |
| 1897     | Rio de Janeiro      | CR Boqueirão do Passeio          | Clube Social                | Apesar de ser fundado em 1897, só começou a disputar futebol na década de 1910. |
| 1897     | Rio de Janeiro      | Rio Cricket                      | Clube Social                | A primeira partida oficial foi em 1901, mas há relatos da prática do futebol desde 1899. |
| 1897     | Santa Catarina      | Operário de Mafra                | Extinto                     | Sociedade Esportiva e Recreativa dos Operários Mafrenses deu origem ao atual Esporte Clube Operário de Mafra.                                                                                       |
| 1898     | São Paulo           | Mackenzie College                | Extinto                     | Fundada por alunos da Universidade Mackenzie. |
| 1898     | Rio de Janeiro      | Vasco da Gama                    | Em atividade                | Apesar de ser fundado em 1898, só começou a disputar futebol em 1915. |
| 1899     | Bahia               | Vitória                          | Em atividade                | Apesar de ser fundado em 1899, só começou a disputar futebol em 1901. |
| 1899     | São Paulo           | Germania                         | Não possui mais futebol     | Atual Esporte Clube Pinheiros. |
| 1899     | São Paulo           | Internacional                    | Incorporado pelo São Paulo  | Se fundiu ao Antarctica Futebol Clube, dando origem ao Clube Atlético Paulista em 1933. |
| 1899     | Rio de Janeiro      | Guanabara                        | Disputa apenas remo         | Apesar de ser fundado em 1899, só começou a disputar futebol em 1916. |
| 1900     | Rio Grande do Sul   | Rio Grande                       | Em atividade                | Mais antigo clube brasileiro ainda em atividade a praticar futebol. |
| 1900     | São Paulo           | Ponte Preta                      | Em atividade                | Mais antigo clube do Sudeste ainda em atividade a praticar futebol. |
| 1900     | São Paulo           | Carlos Gomes                     | Extinto                     | Primeiro adversário da Ponte Preta, possivelmente mais antigo que o clube. |
| 1900     | São Paulo           | Paulistano                       | Não possui mais futebol     | Apesar de ser fundado em 1900, só começou a disputar futebol em 1901. Com a saída do futebol, seus diretores e a maioria dos jogadores, nasceu o São Paulo FC em 1930.                              |
| 1900     | Rio de Janeiro      | Centro Gallego                   | Extinto                     | O clube disputou o Torneio Aberto de Futebol do Rio de Janeiro de 1936. |
| 1900     | Rio de Janeiro      | Clube Internacional de Regatas   | Extinto                     | O clube disputava também competições de remo. |
| 1901     | Pernambuco          | Náutico                          | Em atividade                | Atual Clube Náutico Capibaribe, fundado em 1901. Apesar de ser fundado em 1901, só começou a disputar futebol em 1905.                                                                              |
| 1902     | Rio de Janeiro      | Fluminense                       | Em atividade                | Mais antigo clube carioca e do G-12 ainda em atividade a praticar futebol. |
| 1902     | Rio Grande do Sul   | 14 de Julho                      | Em atividade                | |
| 1902     | Rio de Janeiro      | Rio Football Club                | Extinto                     | Clube de Botafogo. |
| 1902     | São Paulo           | A.A das Palmeiras                | Extinto                     | Com a saída do futebol, a maioria dos jogadores foram formar o São Paulo FC. |
| 1902     | São Paulo           | Atlético Internacional           | Extinto                     | Primeiro clube da cidade. |
| 1903     | Rio Grande do Sul   | Grêmio                           | Em atividade                | Mais antigo clube de Porto Alegre ainda em atividade a praticar futebol. |
| 1903     | São Paulo           | Americano                        | Extinto                     | Segundo clube da cidade. |
| 1903     | São Paulo           | Paulista                         | Incorporado pelo São Carlos | Foi o pioneiro dos clubes de São Carlos e o segundo do interior paulista. |
| 1903     | Rio de Janeiro      | Team Buchan                      | Extinto                     | O clube disputou um amistoso contra o Fluminense Football Club no dia 01 de novembro de 1903. |
| 1903     | Pará                | Pará Clube                       | Clube Social                | Apesar de ser fundado em 1903, só começou a disputar futebol em 1906. |
| 1903     | Bahia               | Sport Club Bahiano               | Extinto                     | Primeiro clube exclusivo da pratica do futebol na Bahia. |
| 1904     | Ceará               | Foot-Ball Club                   | Extinto                     | Primeiro clube exclusivo da prática do futebol no Ceará. |
| 1904     | Rio de Janeiro      | America                          | Em atividade                | |
| 1904     | Rio de Janeiro      | Bangu                            | Em atividade                | Apesar da primeira partida oficial ser em 1905, há relatos da prática do futebol desde 1894. |
| 1904     | Rio de Janeiro      | Football and Athletic Club       | Extinto                     | Mudou de nome para Associação Athletica Internacional. |
| 1904     | Rio Grande do Norte | Sport Club Natalense             | Extinto                     | Primeiro clube exclusivo da pratica do futebol no Rio Grande do Norte. |
| 1904     | Rio de Janeiro      | Internacional Football Club      | Extinto                     | Não confundir com a Associação Athletica Internacional. |
| 1904     | Minas Gerais        | Sport Club Foot-Ball             | Extinto                     | Primeiro clube exclusivo da pratica do futebol de Minas Gerais. |
| 1904     | Minas Gerais        | Plínio Foot-ball Club            | Extinto                     | Um dos primeiros clubes exclusivos da pratica do futebol de Minas Gerais. |
| 1904     | Minas Gerais        | Athletico Mineiro Foot-ball Club | Extinto                     | Não confundir com o Clube Atlético Mineiro. |
| 1904     | Ceará               | English Team                     | Extinto                     | Disputou a primeira partida de futebol no Ceará. |

## América do Norte
Embora as variantes de futebol tenham sido jogadas na América do Norte desde a década de 1820, a reivindicação do clube de futebol contínuo mais antigo da América do Norte ainda é motivo de debate.
O Oneida Football Club de Boston, Massachusetts, fundado em 1862, foi o primeiro time organizado a jogar qualquer tipo de futebol nos Estados Unidos . O jogo disputado pelo clube, conhecido como "jogo de Boston", era uma variante local informal que antecedia a codificação de regras para a associação ou o futebol americano . A equipe, formada por graduados das escolas preparatórias de elite de Boston, jogou no Boston Common de 1862 a 1865, período em que eles nunca perderam um jogo ou até desistiram de um único ponto.
Em termos de futebol americano, os Hamilton Tiger-Cats da Liga Canadense de Futebol podem ter suas raízes no Hamilton Football Club (apelidado de "Tigres"), formado em 1869, que posteriormente se fundiu com o Hamilton Wildcats em 1950 para formar o atual franquia. Seus rivais ao norte, o Toronto Argonauts, foram fundados quatro anos depois em 1873 e têm uma história de franquia praticamente inalterada. Ambos os clubes começaram como clubes de futebol de rugby e só mais tarde se adaptaram ao estilo de jogo que se tornaria conhecido como futebol canadense . O clube de rugby mais antigo da América do Norte, que ainda joga rugby, é o McGill University Rugby Football Club, que foi fundado em 1863, embora seu primeiro jogo registrado não tenha sido até 1865. O mais antigo clube de rugby independente (não universitário) é o Westmount Rugby Club de Montreal, formado em 1876.
Em 1869, a Universidade de Rutgers e a Universidade de Princeton competiram no primeiro jogo de futebol intercolegial . Segundo o US Soccer, as regras deste jogo se assemelhavam mais ao rugby e ao futebol de associação do que ao futebol americano. Esses clubes evoluíram para os times de futebol Rutgers Scarlet Knights e Princeton Tigers, que existem continuamente desde então.
Nos Estados Unidos, as variantes do jogo baseadas em grade não se distinguiram dos códigos existentes até 1871, quando a Universidade de Harvard começou a reproduzir uma variação conhecida como "Jogo de Boston". Isso permitiu que um jogador pegasse a bola e corresse com ela, se fosse perseguido e se espalhasse rapidamente, com inovações adicionadas pelo estudante da Universidade de Yale, Walter Camp . O mais antigo clube de futebol semiprofissional não universitário existente é o Watertown Red & Black, que foi fundado em 1896. O Bears, formado em Chicago em 1898, é o time mais antigo da National Football League.

## Europa Continental
A Académica de Coimbra é o clube de futebol ativo de Portugal, fundada a 3 de Novembro de 1887.
O primeiro clube de futebol da França foi fundado em Paris em 1863 por expatriados ingleses, como mostra o seguinte trecho de um jornal contemporâneo: "Vários cavalheiros ingleses que vivem em Paris recentemente organizaram um clube de futebol. . . . As competições de futebol acontecem no Bois de Boulogne, com permissão das autoridades e surpreendem os franceses surpreendentemente. "
O Le Havre AC foi fundado como um clube de atletismo e rugby em 1872, tornando-o o mais antigo clube de futebol sobrevivente registrado na França e na Europa continental. Eles começaram a jogar futebol de associação regularmente em 1894. Tecnicamente, o AS Strasbourg poderia ser considerado o primeiro time de futebol da associação francesa, estabelecido em 1890; eles eram no entanto um time alemão na época.
O Dresden English Football Club foi fundado em 18 de março de 1874 e foi o primeiro clube de futebol da associação na Alemanha e provavelmente o primeiro fora da Grã-Bretanha. Em 1874, mais de 70 membros participaram, principalmente ingleses trabalhando em Dresden, assistidos por centenas de espectadores. Outro clube alemão, 1860 Munich, não jogava futebol até 1899, embora tenha origem em um clube de ginástica e fitness formado em 1848 e restabelecido no ano indicado por seu nome.
O dinamarquês Kjøbenhavns Boldklub é o clube de futebol mais antigo da Europa continental. O clube foi formado em 1876 e o futebol de associação foi jogado pela primeira vez dois anos depois.
Na Itália, o Genoa CFC é o mais antigo clube de futebol ativo: foi fundado por Charles De Grave Sells, S. Green, George Blake, W. Rilley, George Dormer Fawcus, HM Sandys, E. De Thierry, Johnathan Summerhill sr., Johnathan Summerhill jr. e Sir Charles Alfred Payton em Gênova, em 7 de setembro de 1893. No entanto, o Genoa CFC não é o primeiro clube de futebol italiano: era o Torino Football & Cricket Club (1887) mas sua história dura apenas quatro anos. Fundada por Edoardo Bosio (proprietário da Bosio & Caratsch, a primeira cervejaria da Itália), a equipe terminou em 1891. Mais antiga que Gênova e Torino é a Associazione Sportiva Dilettantistica Fanfulla, fundada em Lodi em 1873, mas sua seção de futebol foi fundada apenas trinta e cinco anos depois, em 1908.

## Ásia
Na Índia, alguns dos clubes mais antigos são o Calcutta Football Club (fundado em 1872, posteriormente fundido com o Calcutta Cricket Club para formar o Calcutta Cricket and Football Club), o Sarada FC, o Aryan FC (1884), o Sovabazar FC (1886) e o Moabun Bagan AC (1889), todos esses clubes de Kolkata .